# Marie Elisabeth von Ahlefeldt

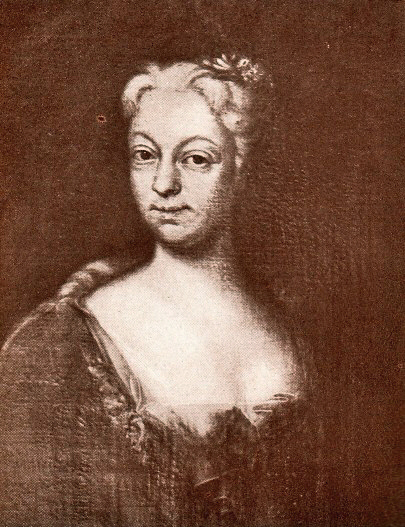
Marie Elisabeth von Ahlefeldt

Marie Elisabeth von Ahlefeldt (* 25. Dezember 1719 in Haselau; † 24. Januar 1769 auf Schloss Tranckier) war Konventualin und Hofdame der Prinzessin Louise von Dänemark und Norwegen.

## Leben
Sie war die Tochter des Kanzleipräsidenten und Kammerherren des Herzogs Karl Friedrich, Benedikt von Ahlefeldt und dessen Frau Charlotte Amalia von Reventlow, Tochter des Detlev von Reventlow auf Stubbe. Später bezog sie eine kleine Wohnung in dem adligen Kloster Uetersen, einem Stift für unverheiratete höhere Töchter und lebte dort als Konventualin einige Jahre. Danach war sie bis 1748 Hofdame der Prinzessin Louise von Dänemark und Norwegen. Am 10. Oktober 1760 heiratete sie den Offizier und Gutsherren Friedrich von Ahlefeldt (1702–1773) zu Langeland und Rixingen. Aus dieser Ehe gingen zwei Kinder hervor.